# Кравцов Євген Павлович
Євген Павлович Кравцов (нар. 31 травня 1986) — український юрист та державний службовець, голова правління АТ «Укрзалізниця» (10.01 — 30.12.2019), в.о. голови правління Укрзалізниці з 30 березня по 25 травня 2016 року та з 10 серпня 2017 року по 10 січня 2019 року, перший заступник міністра інфраструктури України з 25 травня 2016 року по 9 серпня 2017 року.

## Життєпис

### Освіта
- Закінчив з відзнакою Київський університет ім. Шевченка, магістр права;
- «Європейський університет», магістр менеджменту зовнішньоекономічної діяльності (з відзнакою);
- Center for International Trade Development, Сертифікат з програми по торговій політиці та комерційній дипломатії;
- Fulbright International, Курс «Міжнародне комерційне право».

### Трудова діяльність
- 2006—2007 — консультант Міжнародної торговельної палати (Національний комітет в Україні);
- 2008—02.2014 — юрист юридичної фірми «Астерс», Київ;
- 03.2014—01.2015 — партнер юридичної фірми «Астерс», Київ;
- 01.2015—03.2015 — радник генерального директора Укрзалізниці;
- 03.2015—05.2015 — начальник Департаменту реформування та корпоративного розвитку Укрзалізниці;
- 28.05.2015—30.11.2015 — директор з реформування, майнової та правової політики Укрзалізниці;
- 10.2015—05.2016 — член правління ПАТ «Укрзалізниця»;
- З 30 березня по 25 травня 2016 року — в. о. голови правління ПАТ «Укрзалізниця»[4][5];
- З 25 травня 2016 року по 9 серпня 2017 року — перший заступник міністра інфраструктури України[6][7][8];
- 08.2016—08.2017 — голова Наглядової ради ПАТ «Укрзалізниця»;
- З 10 серпня 2017 року — в. о. голови правління Укрзалізниці[9].
- З 10 січня 2019 — голова Укрзалізниці. В січні 2020 наглядова рада Укрзалізниці почала розгляд звільнення Кравцова, що має завершитись до середини лютого[10].
- 29 січня 2020 — Євген Кравцов покинув пост керівника компанії.

## Розслідування
Кравцова підозрюють у незаконному перехоплення грошей у Укрзалізниці, 28 лютого 2024 року Кравцову повідомили про підозру.